# Hipertiroïdisme
L'hipertiroïdisme és el terme per a la hiperactivitat del teixit de la glàndula tiroide, resultant en la sobreproducció i, per tant un excés d'hormones tiroidals lliures circulants: tiroxina (T₄), triiodotironina (T₃), o ambdues. La tirotoxicosi és el trastorn que es produeix a causa de l'excés d'hormona tiroidal de qualsevol causa i, per tant, inclou l'hipertiroïdisme. Alguns, però, utilitzen els termes indistintament. Els signes i símptomes varien entre persones i poden incloure irritabilitat, debilitat muscular, problemes per dormir, batecs ràpids del cor, intolerància a la calor, diarrea, augment de la tiroide, tremolor de mans i pèrdua de pes. Els símptomes solen ser menys greus en persones grans i durant l'embaràs. Una complicació poc freqüent és la crisi tirotòxica en què un esdeveniment com una infecció té com a conseqüència un empitjorament dels símptomes, com ara confusió i una temperatura alta, i sovint produeix la mort. El contrari és l'hipotiroïdisme, quan la glàndula tiroide no produeix prou hormona tiroidal.
La malaltia de Graves és la causa del 50% al 80% dels casos d'hipertiroïdisme als Estats Units. Altres causes són el goll multinodular, l'adenoma tòxic, la inflamació de la tiroide, ingerir massa iode o massa hormona tiroidal sintètica. Una causa menys freqüent és un adenoma hipofisiari. El diagnòstic es pot sospitar basat en signes i símptomes i després confirmar-lo amb proves de sang. Normalment, les proves de sang mostren una hormona estimulant de la tiroide baixa (TSH) i augmenta la T₃ o la T₄. La captació de radioiode per la tiroide, l'exploració tiroidal i els anticossos TSI poden ajudar a determinar la causa.
El tractament depèn en part de la causa i la gravetat de la malaltia. Hi ha tres opcions principals de tractament: radioteràpia, medicaments i cirurgia de la tiroide. La teràpia amb radioiode consisteix a prendre iode-131 per via oral, que després es concentra i destrueix la tiroide durant setmanes o mesos. L'hipotiroïdisme resultant es tracta amb hormona tiroidal sintètica. Els medicaments com els blocadors beta poden controlar els símptomes i els medicaments antitiroidals com el metimazole poden ajudar temporalment les persones mentre tenen efectes altres tractaments. Una altra opció és la cirurgia per extirpar la tiroide. Es pot utilitzar en persones amb tiroides molt grans o quan el càncer és un problema. Als Estats Units, l'hipertiroïdisme afecta aproximadament l'1,2% de la població. Es produeix entre dues i deu vegades més sovint en les dones. L'aparició sol tenir entre 20 i 50 anys. En general, la malaltia és més freqüent en majors de 60 anys.

## Etiologia
Les causes principals en els éssers humans són: 
- Malaltia de Graves-Basedow (l'etiologia més comuna amb 70-80%)
- Goll multinodular tòxic, el segon més freqüent
- Adenoma tiroidal tòxic

## Tractament
Fàrmacs comercialitzats al mercat espanyol:

### Fàrmacs antitiroidals
- Metimazole o tiamazole (Tirodril)
- Carbimazole (Neo Tomizol)

### Blocadors beta
Els dos blocadors beta més utilitzats són:
- Propranolol (EFG, Sumial)
- Atenolol (EFG, Blokium, Tenormin)

### Altres
- Iode 131
- Cirurgia